# Kerbutivka, Borzna
Kerbutivka (în ucraineană Кербутівка) este un sat în comuna Novi Mlînî din raionul Borzna, regiunea Cernihiv, Ucraina.

## Demografie
Componența lingvistică a localității Kerbutivka
     Ucraineană (99,29%)
     Alte limbi (0,71%)
Conform recensământului din 2001, majoritatea populației localității Kerbutivka era vorbitoare de ucraineană (99,29%), existând în minoritate și vorbitori de alte limbi.